# John Scott, 1:e earl av Eldon
John Scott, 1:e earl av Eldon, född 4 juni 1751, död 13 januari 1838, var en brittisk politiker, bror till William Scott, 1:e baron Stowell.
Eldon kom 1782 in i underhuset, blev 1788 solicitor general och 1793 attorney general. 1799 upphöjdes han till pär och var 1801-06 och  1807-27 lordkansler. Eldon var en skicklig jurist. Som politiker var han starkt konservativ och motsatte sig bland annat slaveriets avskaffande. Tillsammans med lord Castlereagh var han en avgjord fiende till den nya tidens frihetsrörelser och en utpräglad representant för det gamla torypartiet med dess obenägenhet till reformer.